# Siergiej Filimonow
Siergiej Jurjewicz Filimonow (ros. Сергей Юрьевич Филимонов; ur. 2 lutego 1975 w Üsztöbe) – kazachski sztangista, wicemistrz olimpijski z Aten, złoty i brązowy medalista igrzysk azjatyckich, srebrny medalista mistrzostw Europy z 1996 roku.
Największymi jego sukcesami jest srebrny medal igrzysk olimpijskich 2004 w Atenach, gdzie okazał się słabszy jedynie od Turka Tanera Sağıra, oraz złoty medal podczas igrzysk azjatyckich w 2002 roku, odbywających się w południowokoreańskim mieście Pusan.

## Wyniki
| Rok  | Zawody               | Miasto    | Miejsce | Kategoria | Wynik    |
| ---- | -------------------- | --------- | ------- | --------- | -------- |
| 1996 | Mistrzostwa Europy   | Stavanger | 2.      | do 77 kg  | 350 kg   |
| 1998 | Igrzyska azjatyckie  | Bangkok   | 3.      | do 77 kg  | 350 kg   |
| 2002 | Igrzyska azjatyckie  | Pusan     | 1.      | do 77 kg  | 375 kg   |
| 2004 | Igrzyska olimpijskie | Ateny     | 2.      | do 77 kg  | 372,5 kg |